# Erycinopsis perspicua
Erycinopsis perspicua är en fjärilsart som beskrevs av Butler 1876. Erycinopsis perspicua ingår i släktet Erycinopsis och familjen mätare. Inga underarter finns listade i Catalogue of Life.